# O Pátio das Cantigas (1942)
O Pátio das Cantigas (Portugiesisch für: „Hinterhof der Lieder“) ist eine portugiesische Filmkomödie des Regisseurs Ribeirinho aus dem Jahr 1942. Die Komödie gilt bis heute als einer der populärsten Unterhaltungsfilme des Portugiesischen Kinos und einer der gelungensten Vertreter der Comédia portuguesa.

## Handlung
Rund um den Innenhof des Wohnhauses des Händlers Evaristo wohnen verschiedene Mietparteien, darunter die junge Verkäuferin Rosa, die vom herrischen Evaristo verehrt wird. In der Nachbarschaft wohnt auch Narciso, der unglücklich in Rosa verliebt ist. Weitere Bewohner des Hinterhofs sind u. a. Evaristos temperamentvolle Tochter Celeste, die Klavierunterricht nimmt, der gutmütige, aber einfältige João Magrinho, Angestellter von Evaristo, und Alfredo, der in die Nachbarin Amália verliebt ist, eine hübsche, aber leichtlebige Künstlerin, die mit seinem Bruder Carlos Bonito anbändelt. Zusammen mit ihrer Schwester, der häuslichen Susana, lebt Amália bei ihrem Großvater Heitor. Über deren Wohnung lebt Engenhocas, der die ganze Nachbarschaft mit ihren Lieblingsliedern beschallt, nebenan leben der Russe Boris, Margarida, und im Erdgeschoss die drei Brüder Marques. Die strahlende Maria da Graça und der Verkäufer Rufino Fino, Sohn des Narciso, sind weitere charakteristische Figuren des Viertels.
Alle Personen hängen eigenen Träumen und Ambitionen nach, die sich immer wieder überkreuzen und zu Streit führen, angefeuert von den kleinen Eitelkeiten und unterschiedlichen Charaktereigenschaften der Beteiligten. Und auch als sich die schlimmsten Meinungsverschiedenheiten zu offenen Auseinandersetzungen steigern, führt doch der gute Wille und der nachbarschaftliche Geist wieder zu einem fröhlichen Miteinander im Viertel.

## Rezeption
Der Film war die zweite Produktion der neuen Filmgesellschaft von António Lopes Ribeiro, Bruder des Regisseurs Ribeirinho. Das Werk feierte am 23. Januar 1942 im Lissabonner Teatro Éden Premiere und erzielte danach einigen Erfolg an der Kinokasse. Er wurde trotz seines Erfolges zunächst nicht der zuschauerstärkte Film unter den Comédias portuguesas, erlangte aber neue, enorme Popularität, als er ab 1957 im aufkommenden Fernsehen gezeigt wurde. Der Film wurde seither immer wieder im öffentlich-rechtlichen Fernsehen RTP ausgestrahlt und, nach Restauration durch die Cinemateca Portuguesa, mehrmals von Lusomundo wiederveröffentlicht. Als er in den 1980er Jahren erstmals als VHS-Kaufkassette erschien, wurde er nochmals ein großer Verkaufsschlager und übertraf dabei auch damalige Blockbuster des US-Kinos. Später kam er mehrmals als DVD in den Handel, erstmals 2005 (mit den sechs Kurzfilmen Vasco Santanas zur Alphabetisierungskampagne von 1952 als Bonusmaterial).
Die unbeschwerte Komödie überzeugte Publikum und Kritik durch das schlüssige Drehbuch, den Rhythmus des Films, und die gelungenen komischen Schauspielleistungen der kraftvoll agierenden Darsteller. Die ähnlich einem Episodenfilm mit mehreren Erzählsträngen geführte Komödie zeigte, in einem begrenzten Raum angesiedelt und mit musikalischen Darbietungen und pointenreichen Dialogen aufgelockert, deutlich die Herkunft aller Beteiligter aus den erfolgreichen Revuen Lissabons.
Das Publikum in der Estado-Novo-Diktatur verlangte zur Zeit des Zweiten Weltkriegs (1939–1945) nach Ablenkung, zudem sprach der Film die kleinbürgerliche Idylle an, die die Mehrheit der damaligen Zuschauer kannte oder aber anstrebte. Auch wenn der Film nicht politisch ist, so stützte er damit doch indirekt die autoritäre Regierung unter Diktator Salazars, der Portugal aus dem Weltkrieg herausgehalten hatte und von der Propaganda nun als väterlicher Garant für Frieden und Wohlstand im Land dargestellt wurde. In einer Filmszene, die deutlich auf den Krieg anspielt, wird dieser propagandistische Bezug besonders deutlich, als bei einem Volksfest eine Massenschlägerei unter der Nachbarschaft ausbricht und die Kinder in einem abgestellten Pferdewagen in Sicherheit gebracht werden, auf dem der Name Salazar steht (etwa ab Minute 52). Auch das versöhnliche Ende mit einer einigen Nachbarschaft, die ihre familiären Werte gegen alle Änderungen bewahrt, entsprach den Vorstellungen des klerikalfaschistischen Regimes und deckte sich zu diesem Zeitpunkt noch mit dem Weltbild eines wesentlichen teils der portugiesischen Gesellschaft.
Die zeitüberdauernde Popularität zeigt sich auch in immer wiederkehrender Bezugnahme auf den Film in der Popkultur in Portugal, wo er auch häufig direkt zitiert wird, insbesondere zu nennen eine bekannte Szene zwischen Vasco Santana und dem von António Silva gespielten Ladenbesitzer Evaristo („Ó Evaristo, tens cá disto?“) oder auch der Versuch einer Unterhaltung Narcisos mit einer Straßenlaterne, die er nachts betrunken um Feuer bittet.

## Neuverfilmung
Der portugiesische Regisseur Leonel Vieira verfilmte das Werk unter dem gleichlautenden Titel O Pátio das Cantigas (2015) neu, als Teil einer Trilogie, in der populäre Filme der 30er und 40er Jahre neu adaptiert wurden. Das Remake zog über 600.000 Besucher in die Kinos und ist bis heute (Anfang 2021) der erfolgreichste portugiesische Film seit 2004 (Beginn der öffentlich geführten Box-Office-Statistiken durch das portugiesische Filminstitut ICA).
Die Neuverfilmung erschien danach als DVD und wurde mehrmals im öffentlich-rechtlichen Fernsehsender RTP gezeigt.